# 詹姆斯·克拉克·麦克雷诺兹
詹姆斯·克拉克·麦克雷诺兹（James Clark McReynolds，1862年2月3日—1946年8月24日），生于肯塔基州，美国法学家、律师、政治家。他于1913年至1914年在威尔逊总统期间任司法部长，任职期间积极反对垄断。1914年他被威尔逊任命为最高法院大法官，任该职直至1941年退休。麦克雷诺兹在最高法院期间思想极其保守，曾严厉反对罗斯福的“新政”。1946年麦克雷诺兹在华盛顿逝世，终身未婚。